# Єзерце-при-Добєм
Єзерце-при-Добєм (словен. Jezerce pri Dobjem) — поселення в общині Добє, Савинський регіон, Словенія. Висота над рівнем моря: 483,5 м.